# قبعة

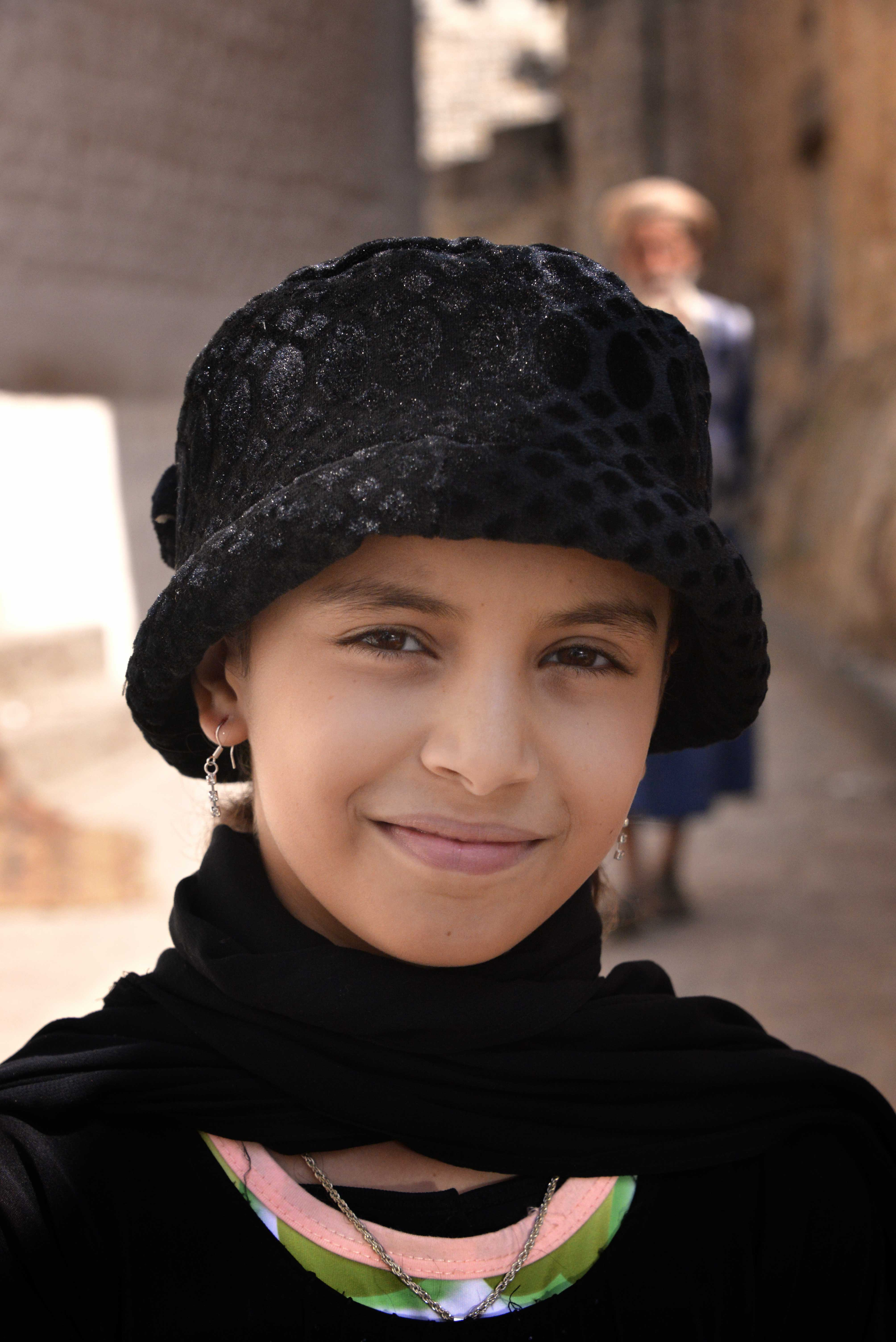

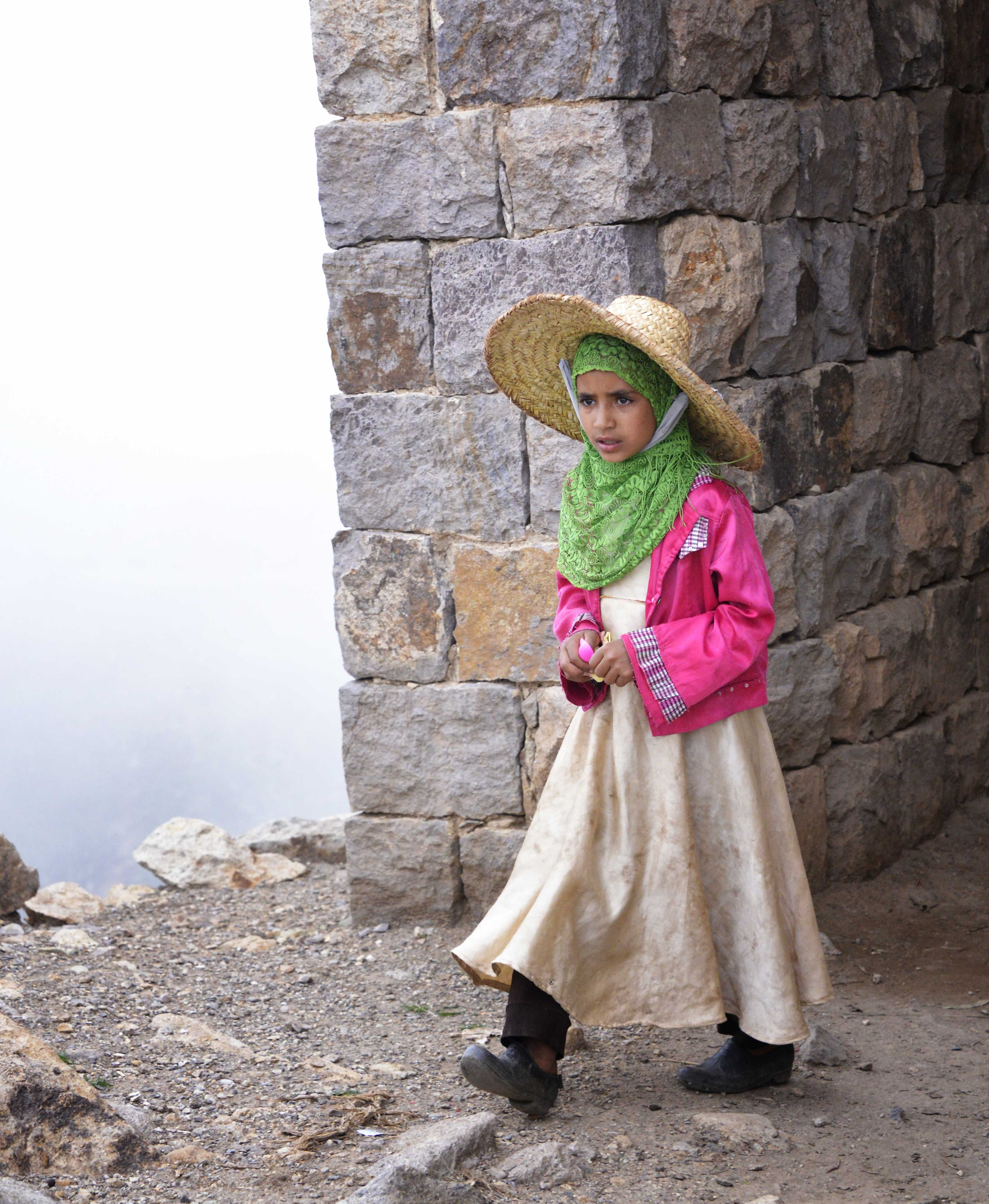

القبعة هي غطاء للرأس. وقد تلبس من أجل الحماية من أشياء معينة، أو لأسباب دينية، أو للسلامة، أو كملحقات الملابس للموضة. وفي الماضي، كانت القبعات مؤشرًا على الوضع الاجتماعي. وفي المجال العسكري، تدل القبعة على الرتبة والنظام العسكري. وهناك قبعات للرجال وقبعات للنساء، وكذلك قبعات يرتديها كلا الجنسين.

## أصل الكلمة بالعربية
جاء في لسان العرب القبعة هي خِرقةٌ تخاط كالبُرْنُسِ يلبسها الصبيان.
أتت هذه الكلمة من سلوك القنفذ عندما يكور القنفذ نفسه ويخبئ رأسه نقول:
قبع القنفذ رأسه (أي خبأه) و(قبع فلان رأسه) أي أخفاه تحت قبعة أو ما شابه
ومن هنا تأتي كلمة قبعة وهي الأداة أو الوسيلة المستخدمة من الفعل قبع.

## قياس القبعة
يتحدد قياس القبعة بقياس محيط الرأس في موضع فوق الأذن بنحو 0,5 بوصة أو 1.3 سم. ثم تقسيمه على بي. في المملكة المتحدة، يكون قياس القبعة أصغر بثمن البوصة من القياس في الولايات المتحدة وقد تستخدم البوصة أو السنتيمتر للتعبير عن القياس وذلك يتوقف على الصانع. والقبعات اللبادية يمكن أن تمط لتناسب قياس الزبون. وتأتي القبعات الأرخص بمقاسات معيارية، مثل صغيرة، متوسطة، كبيرة. وتكون بعض القبعات مثل قبعات كرة القاعدة، قابلة للتعديل.

## أجزاء القبعة
- التاج
- الحواف
- المنقار
- البطانة

## أنماط القبعات
| الصورة | الاسم               | الوصف |
| ------ | ------------------- | --- |
|        | أكوبرا              | قبعة أسترالية تشبه قبعة رعاة البقر وقبعة فيدوراس |
|        | شماغ                | قطعة قماشية تصنع عادة من القطن أو الكتان ومزخرفة بألوان كثيرة، أشهرها اللون الأحمر والأبيض والأسود والأبيض، مربعة الشكل ويتم ثنيها بشكل مثلث وتوضع على الرأس ويقوم العقال بتثبيتها. |
|        | قبعة البيسبول       | أحد أنواع القلانس (ج: قلنسوة) ذات منقار طويل، ومقسى، ومقوس |
|        | قلنسوة من فرو الدب  | قلنسوة طويلة من الفرو وتلبس مع الزي الموحد لفر قة الحرس البريطاني سابقًا، وهي مصممة لتحمي الحارس من طعنات السيف، وترى غالبًا عند قصر بكنغهام.                                         |
|        | قلنسوة بالمورال     | |
|        | قبعة القندس         | قبعات مصنعة من فرو القندس الملبد |
|        | بيريه               | قبعة لينة دائرية، تصنع عادة من لباد الصوف، وهي ذات تاج مسطح، ويلبسها الرجال والنساء، وغالبا ما تلبس في فرنسا. وتلبس أيضًا مع اللباس العسكري.                                         |
|        | قبعة ذات قرنين      | قبعة عسكرية ذات زوايا معكوفة |
|        | قبعة الملاحين       | قبعة قشية ذات تاج وحافة مسطحين، تلبس من قبل الملاحة، والآن غالبًا ما تلبس في سباق القوارب أو حفلات الحدائق، وغالبًا ما تكون ذات شريطة بلون معين قد يشير إلى لون النادي أو الجامعة.    |
|        | قبعة بوني           | قبعة قطنية لينة ذات حافة عريضة، غالبًا ما تستخدم في اللباس العسكري |
|        | قبعة البولر         | قبعة لبادية قاسية، ذات تاج مدور، وتعرف أحيانًا بقبعة ديربي |
|        | قبعة جيب            | قبعة قطنية لينة، ذات حواف مائلة ومتهدلة |
|        | قلبق                | قبعة عسكرية صغيرة من الفرو |
|        | قبعة الأغبياء       | قبعة كانت تستخدم كعقاب في المدرسة خلال أخر القرن التاسع عشر وأوائل القرن العشرين. وهي ذات شكل مخروكي ويكتب عليه حرف D في مقدمتها كرمز لكلمة (dunce) أي غبي.                         |
|        | كاسكيت              | قبعة صغيرة المنقار تلبس من قبل الدراجين |
|        | قبعة جرسية          | قبعة نسائية جرسية الشكل شاعت في عام 1920. |
|        | قبعة رعاة البقر     | قبعات مصنوعة من اللباد أو القش، ذات حواف عريضة جدا (أربعة بوصات أو أكثر) للحماية من المطر والشمس.                                                                                   |
|        | قبعة كوبين          | |
|        | قبعة شولو           | |
|        | شوبالا              | قبعة من القش تصنع في شيلي |
|        | قبعة صائدي الغزلان  | قبعة مصممة للصيد في المناخ الاسكتلندي الرطب كثير بالرياح، مع حواف فقط في الأمام والخلف، وقطع منسدلة على الآذان يمكن ربطها مع بعض إما فوق التاج أو أسفل الذقن.                       |
|        | فاتنة               | قبعة صغيرة تصنع من الريش، والورود، والخرز. تثبت على الشعر باستخدام مشط، أو عصابة الرأس، أو مشبك.                                                                                    |
|        | قبعة فيدورا         | قبعة لبادية لينة ذات تجعيدات طولية |
|        | طربوش               | قبعة لبادية حمراء بشكل جذع مخروط. |
|        | قبعة مسطحة          | قبعة رجالية لينة ودائرية مع حرف صغير من الأمام. |
|        | قبعة بائع الصحف     | قبعة لينة الحرف، شاعت في نيويورك في نهاية القرن الماضي، وتصنع من ثماني قطع متساوية.                                                                                                 |
|        | قبعة غونغ بونغ      | غونغ بونغ هي قبعة أو غطاء رأس تقليدي يلبس في العديد من المناسبات في ما يسمى الآن ميانمار، ويوجد في العديد من المجموعات العرقية البوذية: بامار، مون بيبول(Mon people)، راخين، شان.   |
|        | قبعة قاسية          | خوذة تستخدم بشكل أساسي في ورش العمل، كمواقع الإنشاءات، لحماية الرأس من أذى الأجسام الساقطة عليه، والحطام، ومن الطقس أيضًا.                                                           |
|        | قبعة هومبرغ         | قبعة ذات تصميم ألماني |
|        | قبعة عسكرية فرنسية  | قبعة فرنسية عسكرية ذات سطح علوي دائري ومسطح، وحافة مدورة. |
|        | قلنسوة الكيبا       | قلنسوة صغيرة برتديها المتدينون اليهود |
|        | قبعة كوبليك         | |
|        | قلنسوة مراسم التخرج | قلنسوة مربعة ومسطحة تلبس كجزء من لباس التخرج |
|        | قبعة شطيرة الخنزير  | قبعة دائرية، ذات علوية مسطحة |
|        | قبعة بانما          | قبعة قشية تصنع في الإيكوادور |
|        | سالاكوت             | قبعة تقليدية ذات حرف عريض تلبس في الفيليبين |
|        | قبعة بابا نويل      | قبعة لينة حمراء مدببة ذات حرف من الفرو الأبيض عادة تكون مترافقة بأعياد الميلاد. |
|        | قبعة شتريم          | قبعة من الفرو يلبسها رجال اليهودية الحريدية المتزوجون. |
|        | قبعة سلوش           | قبعة لبادية ذات حواف عريضة يلبسها العسكريون والمزارعون. |
|        | شبكة لشعر المرأة    | شبكة متينة تجمع شعر المرأة من الخلف. |
|        | صمبريرة             | قبعة مكسيكية ذات حواف عريضة بشكل غير عادي وذات تاج مخروطي |
|        | قبعة التلاميذ       | قلنسوة يلبسها طلاب الجامعة في العديد من البلاد الأوربية. |
|        | قبعة عالية          | قبعة اسطوانية طويلة ذات تاج مسطح، لبسها الرجال في القرن التاسع عشر وأوائل القرن العشرين، الآن تلبس فقط في حفلات الصباح أو المساء.                                                   |
|        | تريلبي              | قبعة لبادية مرنة للرجال ذات حافة ضيقة وتاج عميق |
|        | قبعة ثلاثية الزوايا | قبعة لينة بحواف عريضة، وهي مشبوكة من جانبي الرأس ومن الخلف، مشكلة شكلا مثلثًا |
|        | قلنسوة تيودور       | قلنسوة مدورة لينة جامعية، مع شريطة منسدلة من حبل مربوط حول وسط تاج القلنسوة. |
|        | توكة                | قبعة محاكة تلبس في الشتاء تصنع من الصوف أو الأكريليك. وتعرف أيضًا باسم قبعة التزلج.                                                                                                  |
|        | عمامة               | غطاء للرأس مكون من وشاح طويل ملفوف حول الرأس. |
|        | أوشنكا              | قبعة روسية من الفرو ذات أجزاء يمكن أن تنسدل فوق الأذنين، أو يمكن ربطهما فوق القبعة                                                                                                  |
|        | قبعة فيولتياو       | قبعة كولمبية تتكون من شرائط من النخل المجفف ذات اللون الأسود أو الكاكي، مع رسوم وطنية، أو شعبية.                                                                                    |